# Abandono de incapaz
Abandono de incapaz é um crime previsto no Código Penal brasileiro, em seu capítulo dos crimes de periclitação da vida e da saúde, especificamente no artigo 133:
Abandonar pessoa que está sob seu cuidado, guarda, vigilância ou autoridade, e por qualquer motivo incapaz de defender-se dos riscos resultantes do abandono.

## Descrição
É punível com detenção de 6 meses a 3 anos. Se do abandono resulta lesão corporal de natureza grave, a pena é aumentada com reclusão, de 1 a 5 anos. Se resulta a morte, pena de reclusão de 4 a 12 anos.
As penas podem ser aumentadas de um terço se o abandono ocorre em lugar ermo, se o agente é ascendente ou descendente, cônjuge, irmão, tutor ou curador da vítima.
Conforme previsto no caput do artigo 133 do Código Penal, caracteriza-se como incapaz qualquer pessoa que não possui condições de se defender dos riscos resultantes do abandono. Assim, abrange, o tipo penal, por exemplo, o abandono de pessoa em estado de completa embriaguez deixada à noite às margens de rodovia de grande movimento.
A consumação do crime ocorre com o citado abandono, desde que coloque em perigo o ofendido, ainda que momentaneamente. É admissível a tentativa. Independentemente da forma, é necessário o dolo específico para a caracterização do delito.
A caracterização do crime de "abandono de incapaz" deve ser procedida de extrema cautela, haja visto que pode ensejar delito diverso, caso ausente qualquer de seus elementos indispensáveis. Assim, por exemplo, não havendo o dever de assistência, o comportamento pode constituir o delito de omissão de socorro (CP, art. 135) ou, em se tratando de recém-nascido, o de abandono de recém-nascido (art. 134, CP). Ainda, se o abandono é praticado em local absolutamente deserto, pode haver o dolo eventual do homicídio. No caso do abandono moral e não físico, pode-se configurar algum dos crimes contra a assistência familiar (cp. arts. 244 - 247), dentre outras hipóteses.